# Patrick Hardish
Patrick Michael Hardish (* 6. April 1944 in Perth Amboy, New Jersey) ist ein US-amerikanischer Komponist und Musik-Bibliothekar.

## Leben
Hardish studierte von 1978 bis 1984 Musik am Queens College, City University of New York, Juilliard School, Bennington College und Columbia University. Zu seinen Lehrern gehören William Schimmel, Louis Calabro, Juan Lèmann, Otto Luening, Hugo Weisgall, Jacob Druckman, Frank Lewin, Howard Shanet und Harvey Sollberger. Zusätzlich studierte er Bibliotheks- und Informationswissenschaften am Pratt Institute.
Er arbeitete am Jewish Theological Seminary und dem Virginia Center for the Creative Arts. Er gab Vorträge an der New York University und der Governor's Schools in Virginia. Als Gastkomponist war er für die Radiosender WNYC und WKCR der Columbia University tätig. Er wurde mit dem Margaret Fairbanks Jory Coyping Assistance Program Award des American Music Center ausgezeichnet. Hardish arbeitete in der Redaktionsleitung des Magazins New Music Connoisseur. Er gründete gemeinsam mit Joseph Pehrson die Composers Concordance in New York. Seine Musik wurde in den USA, Europa, Brasilien und Japan aufgeführt.
Hardish arbeitet als Bibliothekar an der New York Public Library.

## Diskographie
- Crossfade (2001)
- Ballets & Solos (2010)